# アンチセンスRNA
アンチセンスRNA（英: antisense RNA、asRNA）は、タンパク質をコードするｍRNAに対して相補的な一本鎖RNAである。アンチセンス転写産物（antisense transcript）、アンチセンスオリゴヌクレオチド（antisense oligonucleotide）、また人工的なもの以外は天然アンチセンス転写産物（natural antisense transcript、NAT）とも呼ばれる。asRNAは原核生物と真核生物の双方で見つかっており、短鎖（<200ヌクレオチド）、長鎖（>200ヌクレオチド）ノンコーディングRNAへと分類される。asRNAの主な機能は遺伝子発現の調節である。asRNAは化学合成によって作成される場合もあり、遺伝子ノックダウンのためのツールとして広く利用されているほか、治療への応用もなされている。

## 発見と薬剤開発の歴史
最初期のasRNAは、機能的なタンパク質の研究から発見された。その一例は、micF asRNAである。大腸菌Escherichia coliの外膜のポリンであるOmpCの特性解析の際、ompCプロモーターのクローンの一部にOmpFなど他の外膜ポリンの発現を抑制する能力があることが観察された。この抑制機能を担う領域は、ompCプロモーターの上流の約300塩基対であることが判明した。この300塩基対の領域はompFのmRNAの5'末端の配列と70%が相同であり、そのためこの300塩基対の遺伝子座からの転写産物はompFのmRNAに対して相補的となる。後に、この転写産物（micF）はompFのasRNAであり、ompF mRNAと二本鎖を形成することで、ストレス条件下におけるompFの発現をダウンレギュレーションすることが判明した。二本鎖形成の結果、ompF mRNAの分解が誘導される。
このように偶然に発見されたmicF RNAとは異なり、asRNAの大部分はゲノムワイドな低分子調節RNAの探索やトランスクリプトーム解析によって発見されたものである。一般的に、asRNAの探索の第一段階は既知のasRNAの特徴に基づいた計算機予測によって行われる。計算機による探索では、タンパク質をコードする領域は除外される。保存されたRNA構造を持っていたり、orphan promoterやRho非依存的ターミネーターとして作用すると予測される領域は優先的に解析される。計算機による探索は遺伝子間領域に焦点を当てているため、タンパク質をコードする遺伝子の相補鎖から転写されるasRNAはこの手法では見逃される可能性が高い。タンパク質をコードする領域から転写されるasRNAを検出するためには、オリゴヌクレオチドマイクロアレイが利用される場合がある。この手法では、タンパク質をコードする遺伝子の一方の鎖または双方の鎖をプローブとして利用することができる。計算機による探索やマイクロアレイのほか、一部のasRNAはcDNAクローンのシーケンシングやプロモーターエレメントのマッピングから発見されている。こうしたアプローチから得られる多くの知見からは多数のasRNAが推定されるが、さらなる機能的試験によって実際にasRNAであることが実証されたものはわずかである。偽陽性の最小化を目的として、鎖特異的な転写やクロマチン結合ノンコーディングRNAに焦点を当てた新たなアプローチや、一細胞での研究が近年行われている。
創薬標的としてのasRNAという概念は、1978年にZamecnikとStephensonによって、ラウス肉腫ウイルスRNAに対するアンチセンスオリゴヌクレオチドがウイルスの複製とタンパク質合成を阻害することが発見されたことによってもたらされた。それ以降、薬剤候補としてのasRNAの開発に多くの努力がなされてきた。1998年、ホミビルセンがasRNA医薬品として初めてFDAによって承認された。ホミビルセンは21塩基対のオリゴヌクレオチドで、エイズ患者におけるサイトメガロウイルス網膜炎の治療を目的として開発された。ホミビルセンはウイルスから転写されたmRNAを標的とすることで機能し、それによってサイトメガロウイルスの複製を阻害する。ホミビルセンは2004年に市場の喪失によって製造中止となったが、創薬標的あるいは薬剤候補としてのasRNAの成功例であり、刺激的な役割を果たした。
治療薬としてのasRNAの他の例としてはミポメルセンが挙げられ、2013年にFDAの承認を受けた。ミポメルセンは、常染色体優性遺伝の希少疾患である家族性高コレステロール血症（ホモ接合体）の患者における、低密度リポタンパク質（LDL）値の管理を目的として開発された。この疾患の患者は総コレステロール値やLDLコレステロール値が高いため（それぞれ650–1000 mg/dL、600 mg/dL以上）、冠動脈疾患のリスクが高い。超低密度リポタンパク質（VLDL）とLDLの産生にはapoB-100が必要であるため、ミポメルセンはapoB-100のmRNAと相補的に結合することでRNase H依存的分解の標的とすることで、最終的にはLDL値を低下させる。

## さまざまな生物種での例
当初、asRNAはプラスミド、バクテリオファージ、細菌のものなど、原核生物で発現するものが発見された。例えばプラスミドColE1では、RNA Iと呼ばれるasRNAが複製を制御し、プラスミドのコピー数の決定に重要な役割を果たしている。ColE1の複製はRNA IIと呼ばれるプライマーRNAの転写に依存している。RNA IIは転写されるとそのDNA鋳型と対合し、その後RNase Hによって切断される。asRNAであるRNA Iが存在する場合、RNA IとRNA IIは二本鎖を形成し、RNA IIのコンフォメーションが変化する。そのため、RNA IIはDNA鋳型と対合することができず、ColE1のコピー数は低下する。バクテリオファージP22では、asRNAであるsarがAntの発現を制御することで、溶菌サイクルと溶原サイクルの間の調節を補助する。asRNAは原核生物で発現するもの以外にも、植物で発見された。植物におけるasRNAによる調節で最もよく研究されている例は、Flowering Locus C（FLC）遺伝子に関するものである。シロイヌナズナArabidopsis thalianaのFLC遺伝子は、花成（floral transition）を誘導するさまざまな遺伝子の発現を阻害する転写因子をコードしている。寒冷な環境では、FLC遺伝子のasRNAであるCOOLAIRが発現し、クロマチン修飾を介してFLCの発現を阻害することで開花が可能となる。哺乳類細胞におけるasRNAによる調節の典型的な例は、X染色体の不活性化である。asRNAであるXistはPRC2をリクルートし、X染色体のヘテロクロマチン化を引き起こす。

## 分類
アンチセンスRNAはさまざまな方法で分類される。調節機構という観点からは、RNA-DNA相互作用、核または細胞質におけるRNA-RNA相互作用、RNA-タンパク質相互作用を介するもの（エピジェネティックなものなど）への分類がなされている。また、アンチセンスRNAは発現を開始するプロモーターのタイプによって、独立したプロモーター、共通した双方向的なプロモーターや潜在的プロモーター（cryptic promoter）への分類も可能である。長さという観点からは、一般的にasRNAは長鎖ノンコーディングRNAに分類されるものの、200塩基よりも短いものも存在する。asRNAの調節機構は生物種特異的であることもあるため、種による分類がなされる場合もある。一般的な分類方法の1つは、asRNAが転写される場所と標的遺伝子との相対的な位置関係によって、シスに作用するものとトランスに作用するものへと分類する方法である。

### シスに作用するアンチセンスRNA
シスに作用するasRNAは、標的遺伝子座で標的遺伝子の反対側の鎖から転写される。こうしたasRNAは、標的遺伝子と高い、もしくは完全な相補性を示すことが多い。シスに作用するasRNAがmRNAを標的として遺伝子発現を調節する場合、個々のmRNAのみを標的とすることが可能である。asRNAは標的mRNAとの相互作用に伴って、リボソームの結合を遮断するか、または標的mRNAを分解するためにリボヌクレアーゼをリクルートする。このようにして、こうしたシスに作用するasRNAは標的mRNAの翻訳を抑制する。mRNAを標的とするもののほかにも、シスに作用するエピジェネティックなサイレンサーやアクチベーターが存在する。
エピジェネティックな修飾という観点からは、「シス作用」とはasRNAが転写される遺伝子座周辺のエピジェネティックな変化を調節することを指す。こうしたエピジェネティックな調節因子は、個々のmRNAを標的とするのではなく、クロマチン修飾酵素をリクルートし、自身の遺伝子座やその近隣の遺伝子に対して影響を及ぼす。

### トランスに作用するアンチセンスRNA
トランスに作用するasRNAは、標的遺伝子から離れた遺伝子座から転写される。シスに作用するものとは異なり、標的遺伝子との相補性は低いが、シスに作用するasRNAよりも長い場合がある。これらは複数の遺伝子座を標的とする場合もある。こうした性質のため、トランスに作用するasRNAは標的転写産物と比較的安定性の低い複合体を形成し、その機能を発揮するためにRNAシャペロンタンパク質（Hfqなど）の補助を必要とする場合もある。トランスに作用するasRNAは複雑であるため、現時点では創薬可能性は比較的低いと考えられている。

### 機能

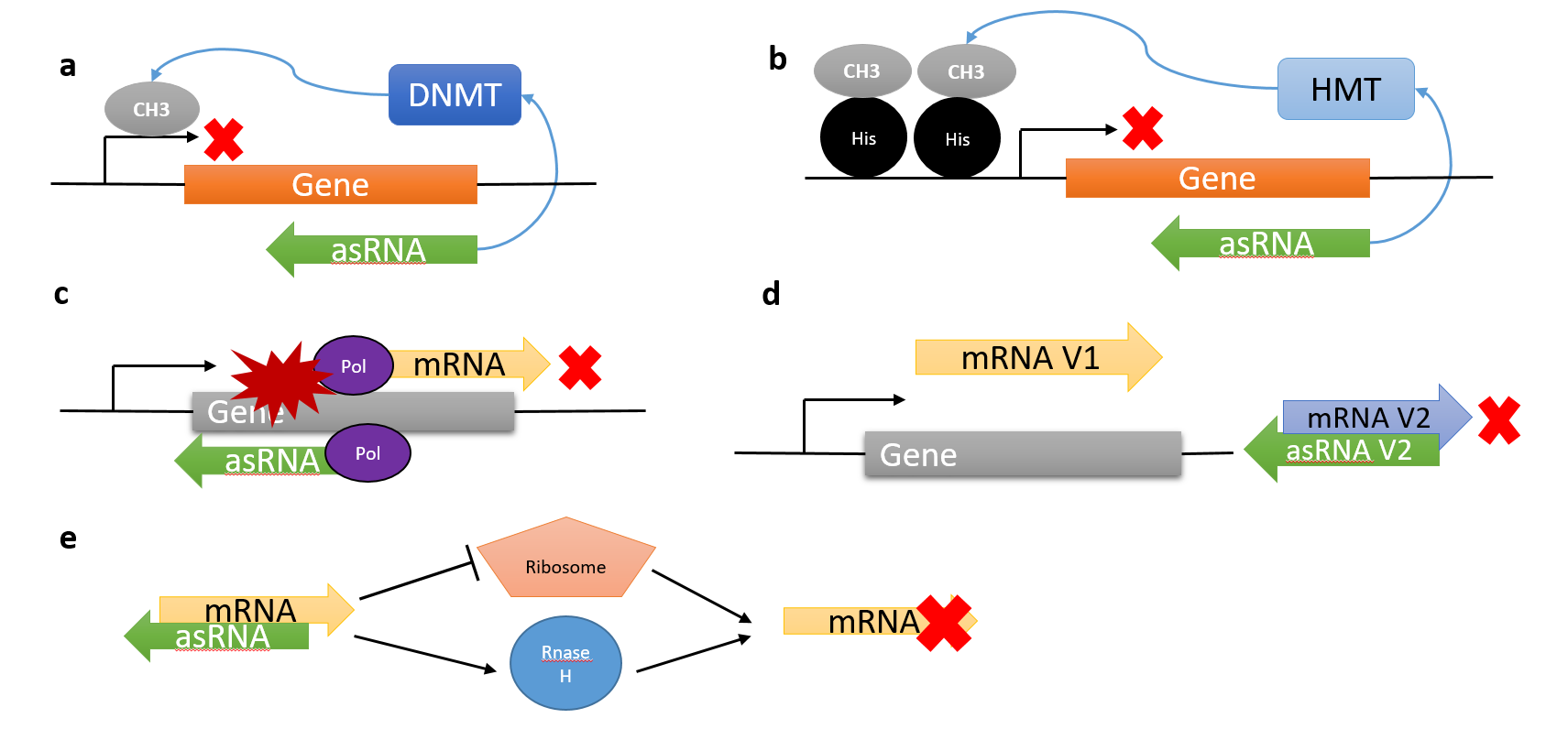
エピジェネティックな調節: a) asRNAはDNAメチルトランスフェラーゼ（DNMT）をリクルートすることでDNAのメチル化を誘導する。b) asRNAはヒストンメチルトランスフェラーゼ（HMT）をリクルートすることでヒストンのメチル化を誘導する。転写と共役した調節: c) asRNAはRNAポリメラーゼ（Pol）の衝突を引き起こし、転写を停止させる。d) asRNAは特定のスプライスバリアント（ここではmRNA V2）をブロックすることで、特定のスプライスバリアント（mRNA V1）を選択する。転写後調節: e) asRNA-mRNA二本鎖はリボソームのmRNAへの結合をブロックするか、またはRNase HをリクルートしてmRNAを分解する。この機構によってmRNAの翻訳を直接阻害する。

#### エピジェネティックな調節
asRNAの多くの例では、エピジェネティックな修飾によって転写開始に阻害的な影響を与える。

##### DNAメチル化
DNAのメチル化は、遺伝子特異的な長期的なダウンレギュレーションを引き起こす。ヒトのいくつかの疾患では、asRNAによって誘導されるDNAメチル化を介した機能的タンパク質の抑制がみられる。ヘモグロビン値の低下によって組織中の酸素が不足する血液疾患であるαサラセミアでは、LUC7Lの異常な転写産物がHBA1のasRNAとして機能し、HBA1のプロモーターのメチル化を誘導することでダウンレギュレーションを行う。他の例としては、急性リンパ性白血病や急性骨髄性白血病におけるp15INK4b（CDKN2B遺伝子）のサイレンシングが挙げられる。このサイレンシングを担うasRNAはANRIL（antisense non-coding RNA in the INK4 locus）であり、p15INK4bをコードする同じ遺伝子座から発現する。

##### ヒストン修飾
真核生物細胞では、DNAはヒストンによって密にパッキングされている。ヒストンの修飾はDNAとの相互作用を変化させ、遺伝子発現にさらなる変化を誘導する。ヒストンのメチル化の生物学的影響は、その状況に依存している。ヒストンのメチル化は一般的には遺伝子の抑制を引き起こすが、活性化が行われる場合もある。ヒストンのメチル化がasRNAによって誘導されることが示されている。例えば、ANRILはDNAのメチル化に加えて、PRC2をリクルートすることでヒストンのメチル化（H3K27me）を引き起こし、CDKN2AやCDKN2Bの近隣遺伝子を抑制する。他の古典的な例としては、XISTによるX染色体の不活性化が挙げられる。
ANRILによるエピジェネティックな修飾はシスに作用するエピジェネティックな調節の一例であるが、asRNAによるクロマチン修飾はトランスに作用する場合もある。例えば哺乳類では、HOXC遺伝子座から転写されるasRNAであるHOTAIRは、HOXD遺伝子座にPRC2をリクルートしてH3K27をメチル化し、サイレンシングを行う。HOTAIRは原発性乳がんで高度に発現している。

#### 転写と共役した調節
DNAメチル化やヒストンメチル化などのエピジェネティックな調節は、転写の開始を阻害することで遺伝子発現を抑制する。しかし、遺伝子の抑制は転写過程の早期終結や速度低下によって行われる場合もある。asRNAもこのレベルでの遺伝子調節に関与している。例えば、複雑なRNAポリメラーゼが存在する細菌または真核生物細胞では、同じ遺伝子座からの双方向的な転写はポリメラーゼの衝突を引き起こし、転写の終結をもたらす場合がある。転写が弱く、衝突の可能性が低い場合でも、ポリメラーゼの一時停止によって伸長反応が遮断され、遺伝子の抑制が引き起こされる。一例は、出芽酵母IME4遺伝子のasRNAであるRME2による抑制である。転写と共役した形で転写に影響を与える他の方法としては、スプライシングの遮断がある。ヒトにおける典型的な例としては、E-カドヘリンのリプレッサーであるZEB2が挙げられる。ZEB2のmRNAの効率的な翻訳には、5'末端のイントロン中のIRESが必要である。ZEB2のasRNAが発現しているときには、asRNAがスプライシング部位を覆うためIRESはmRNA中に維持され、その結果ZEB2は効率的に合成される。さらに、asRNAの発現レベルに依存して、センス転写産物の異なるアイソフォームが産生される場合がある。したがって、asRNA依存的な調節は遺伝子発現のオン/オフの切り替えにとどまらず、むしろきめ細やかな制御系を構成している。

#### 転写後調節
asRNAによる直接的な転写後調節は、asRNAが直接mRNAを標的とする。そのため、影響を受けるのは翻訳である。シスに作用するasRNAとトランスに作用するasRNAに関して、このタイプのasRNAの特性の一部が記載されている。この機構は標的mRNAとそのasRNAが同じ細胞内に同時に存在している必要があり、比較的迅速な応答を引き起こす。シスに作用するアンチセンスRNAの節で記載したように、mRNAとasRNAの対合はリボソームの結合の障壁となり、RNase H依存的な分解を引き起こす。mRNAを標的としたasRNAは翻訳の活性化または阻害を引き起こすが、阻害的な影響をもたらすものが最も多い。

### 治療薬としての可能性
asRNAは調節エレメントとして機能するため、創薬標的として多くの利点が存在する。まず、asRNAは転写、転写後、エピジェネティックな修飾など複数の段階で遺伝子発現を調節する。次に、シスに作用するasRNAは配列特異的であり、標的遺伝子と高い相補性を示す。3番目に、asRNAの発現レベルは標的mRNAと比較して非常に低いため、効果を示すために必要なasRNAはごく少量でよい。創薬標的という観点からは、このことは有効性を示すために必要な用量が低いという大きな利点となる。
asRNAを標的として遺伝子座特異的に遺伝子発現を増加させる試みが近年多くの関心を集めている。薬剤の開発においては、ダウンレギュレーターや阻害剤として機能する薬剤の開発のほうが容易であることが常である。しかし、がん抑制遺伝子、神経保護作用を示す成長因子、遺伝疾患においてサイレンシングされている遺伝子などの発現を活性化またはアップレギュレーションする薬剤の開発の需要も存在する。現在のところ、遺伝子発現やタンパク質の機能の欠陥の回復のためのアプローチとしては、酵素補充療法、miRNAによる治療、機能的cDNAのデリバリーなどがある。しかしながら、そのそれぞれにいくつかの短所が存在する。例えば、酵素補充療法で用いられる合成タンパク質は、内因性タンパク質の機能を完全に模倣することはできないことが多い。さらに、酵素補充療法法は生涯継続することが必要であり、患者にとって大きな金銭的負担となる。asRNAの作用は遺伝子座特異的であり、また多くの疾患においてasRNAの発現が変化していることから、asRNAの阻害によって最終的に特定の遺伝子の発現を増加させる、antagoNATと呼ばれる一本鎖オリゴヌクレオチドのデザインが試みられている。
asRNAは創薬標的または医薬品候補として有望であるものの、いくつかの課題も残されている。まず、asRNAやantagoNATはリボヌクレアーゼや他の分解酵素によって容易に分解される。治療用オリゴヌクレオチドの分解を防ぐためには、通常は化学修飾が必要である。オリゴヌクレオチドに対する最も一般的な化学修飾は、骨格へのチオリン酸結合の付加である。しかし、チオリン酸修飾は炎症促進作用を示す場合がある。チオリン酸修飾オリゴヌクレオチドの局所注入後には、発熱、悪寒、吐き気などの副作用が観察される。次に、オフターゲット毒性も大きな問題である。内因性asRNAは遺伝子座特異的であるが、目的の標的効果を示す合成オリゴヌクレオチドはわずか10–50%である。こうした問題が生じる理由の1つは、asRNAが標的配列やRNase Hによって認識されるためには、その構造に関して高い要求性があるためであると考えられている。1か所のミスマッチであっても二次構造のゆがみが生じ、オフターゲット効果が引き起こされる場合がある。また、人工asRNAは細胞内への取り込みが限られていることが示されている。神経細胞やグリア細胞は裸のアンチセンスオリゴヌクレオチドを自由に取り込むことができることが示されているが、細胞内の濃度や代謝を監視・制御するためには未だウイルスや脂質小胞などの追跡可能なキャリアを利用が適している。